# The Peacocks (Ballade)
The Peacocks ist eine Jazzkomposition von Jimmy Rowles in Liedform, die 1974 veröffentlicht wurde.

## Kennzeichen der Komposition
Der Pianist Jimmy Rowles komponierte die Ballade The Peacocks Anfang der 1970er Jahre unter dem Eindruck zentralafrikanischer Musik, die er im Radio hörte. „Beeinflusst von dem melodischen Material und Vokaltechniken zentralafrikanischer Waldmusik der Pygmäen, beginnt das einleitende dreitönige Motiv mit einer aufsteigenden Quinte und dann einer kleinen Terz, wodurch die kleine Septime erklingt. Dann kehrt es zurück, wobei die Töne der eröffnenden Quinte schnell wechseln und so den flattenden Klang eines echohaften Jodelns erzeugen. Diese Phrase wiederholt sich und führt zu einem zweiten Thema des A-Teils, das kaskadisch absteigende pentatonische Klangmuster benutzt und so den anfänglichen Eindruck von Jodel-Mustern hervorruft, die Hörern zentralafrikanischer Waldmusik so vertraut sind.“

## Erste Aufnahme und weitere Versionen
Rowles nahm die Komposition 1974 erstmals auf seinem Album Jimmy Rowles auf (erschienen bei Halycon, produziert von Marian McPartland); es folgten bald zahlreiche weitere Einspielungen des Titels, zunächst von Stan Getz mit Bill Evans. Getz nahm den Song 1975 auch mit Rowles für sein gleichnamiges Columbia-Album auf, das 1977 erschien; Evans übernahm ihn in sein Repertoire und spielte ihn noch mehrmals ein, u. a. 1977 für das posthum erschienene Album You Must Believe in Spring.
Ein Jahrzehnt später war The Peacocks im Soundtrack des Spielfilms Round Midnight von Bertrand Tavernier zu hören, eingespielt von Herbie Hancock, Wayne Shorter, Pierre Michelot und Billy Higgins. Die Sängerin Norma Winstone schrieb einen Liedtext zu Rowles’ Komposition und nahm den Song als A Timeless Place mit Rowles und George Mraz auf, erschienen auf ihrem Album Well Kept Secret. Bill Holman schrieb ein Arrangement für Jazzensemble, das er auf seinem Album A View from the Side veröffentlichte. In späteren Jahren folgten Coverversionen u. a. von Gary Foster, Fred Hersch, Branford Marsalis, John McLaughlin, George Mraz, Renee Rosnes und Esperanza Spalding.